# Boca (Waag)
Die Boca [bɔʦa], auch Bocianka genannt, ist ein 18,5 Kilometer langer linker Zufluss der Waag (slowakisch Váh) im Okres Liptovský Mikuláš in der Region Liptau (Liptov) in der Slowakei. Sie ist Teil des Stromgebiets der Donau.
Die Boca entspringt in der Ďumbierske Tatry, einem Teil der Niederen Tatra, unterhalb des Bergs Bocianske sedlo (1506 m) in einer Höhe von rund 1400 m. Auf ihrem Lauf nach Norden wird die Boca von der slowakischen Hauptstraße Cesta I. triedy 72 begleitet. Die Boca fließt durch die Orte Vyšná Boca, Nižná Boca und Malužiná. Ihre Mündung in die Waag befindet sich in Červený Kút wenige Kilometer unterhalb der Vereinigung der beiden Quellflüsse Biely Váh und Čierny Váh (Weiße Waag und Schwarze Waag) in der Gemeinde Kráľova Lehota auf einer Höhe von 658 m.